# Roszik Fruzsina
Roszik Fruzsina (1987. október 24. –) magyar színésznő, televíziós műsorkészítő, filmrendező.

## Életpályája
1987-ben született. 2016-2019 között a Színház- és Filmművészeti Egyetem televíziós műsorkészítő szakán tanult, Bárdos András osztályában. Több televíziós sorozatban és filmben is szerepelt, mellette játszik színházban is.

## Filmes és televíziós szerepei
- #Sohavégetnemérős (2016) ...Timi
- Egynyári kaland (2018) ...Szamóca
- Ízig-vérig (2019)
- Keresztanyu (2021) ...HR-es

## Filmrendezői munkássága
- Imprint (rövidfilm)
- Maradunk (rövidfilm)[5]